# Liste der Biografien/Chay
Liste der Biografien |
Portal Biografien |
Personensuche
# |
A |
B |
C |
D |
E |
F |
G |
H |
I |
J |
K |
L |
M |
N |
O |
P |
Q |
R |
S |
T |
U |
V |
W |
X |
Y |
Z |
?
 
Ca |
Cb |
Cc |
Ce |
Ch |
Ci |
Cj |
Ck |
Cl |
Cm |
Cn |
Co |
Cr |
Cs |
Ct |
Cu |
Cv |
Cw |
Cy |
Cz
 
Cha |
Chb |
Che |
Chh |
Chi |
Chk |
Chl |
Chm |
Chn |
Cho |
Chr |
Cht |
Chu |
Chv |
Chw |
Chy
 
Chaa |
Chab |
Chac |
Chad |
Chae |
Chaf |
Chag |
Chah |
Chai |
Chaj |
Chak |
Chal |
Cham |
Chan |
Chao |
Chap |
Chaq |
Char |
Chas |
Chat |
Chau |
Chav |
Chaw |
Chay |
Chaz
Die Liste der Biografien führt alle Personen auf, die in der deutschsprachigen Wikipedia einen Artikel haben. Dieses ist eine Teilliste mit 24 Einträgen von Personen, deren Namen mit den Buchstaben „Chay“ beginnt.

## Chay
- Chay, ägyptischer Wesir der 19. Dynastie

### Chaya
- Chayabutr, Chad (* 1991), thailändisch-US-amerikanischer Fußballspieler
- Chayanan Khamphala (* 1999), thailändischer Fußballspieler
- Chayanne (* 1968), puerto-ricanischer Sänger und Schauspieler
- Chayanon Khamkan (* 1991), thailändischer Fußballspieler
- Chayaphon Moonsri (* 1985), thailändischer Boxer
- Chayapipat Supunpasuch (* 2001), thailändischer Fußballspieler
- Chayathorn Tapsuvanavon (* 2000), thailändischer Fußballspieler
- Chayawat Srinawong (* 1993), thailändischer Fußballspieler

### Chaye
- Chayefsky, Paddy (1923–1981), US-amerikanischer Autor
- Chayes, Jennifer Tour (* 1956), US-amerikanische Mathematikerin
- Chayet, Neil (1939–2017), US-amerikanischer Rechtsanwalt

### Chayk
- Chayka, John (* 1989), kanadischer Eishockeyspieler und -funktionär
- Chaykin, Howard (* 1950), US-amerikanischer Comiczeichner und Szenarist
- Chaykin, Maury (1949–2010), US-amerikanisch-kanadischer Schauspieler

### Chayn
- Chaynes, Allysin (* 1979), rumänische Pornodarstellerin
- Chaynes, Charles (1925–2016), französischer Komponist

### Chayr
- Chayrabadi, Fazl-i Haq († 1861), indischer islamischer Rechtsgelehrter, Theologe und Philosoph
- Chayres, Néstor Mesta (1908–1971), mexikanischer Sänger
- Chayriguès, Pierre (1892–1965), französischer Fußballspieler

### Chayt
- Chaytor, David (* 1949), britischer Politiker
- Chaytor, Edward (1868–1939), neuseeländischer Generalmajor

### Chayu
- Chayülwa Shönnu Ö (1075–1138), tibetischer Lehrer der Kadam-Tradition des tibetischen Buddhismus, Gründer des Chayül-Klosters, Lehrer Gampopas

### Chayy
- Chayyām, Omar (1048–1131), persischer Mathematiker, Astronom, Philosoph und DichterOmar Chayyām (1048–1131)

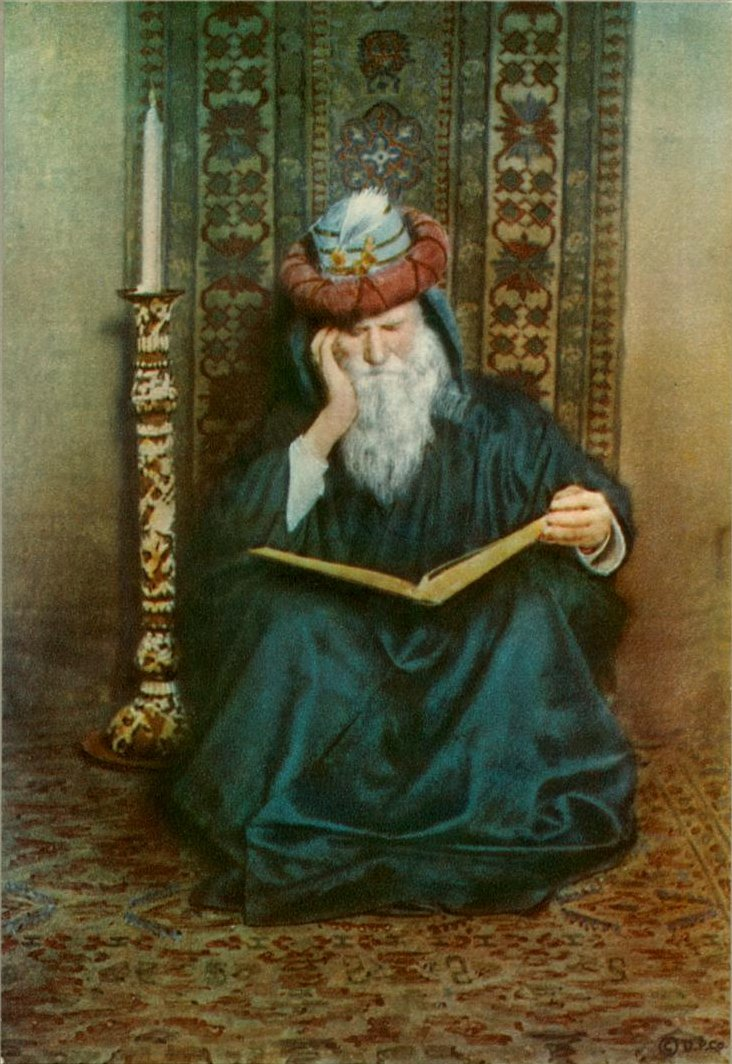
Omar Chayyām (1048–1131)